# Rio Dorna (Niraj)
O Rio Dorna (Niraj) é um rio da Romênia, afluente do Niraj, localizado no distrito de Mureş.